# Славятинский сельский совет
Славятинский сельский совет (укр. Слов'ятинська сільська рада) — входит в состав
Бережанского района
Тернопольской области
Украины.
Административный центр сельского совета находится в 
с. Славятин.

## Населённые пункты совета
- с. Славятин
- с. Диброва